# Łotewski Związek Rolników
Centrowa Partia Łotewski Związek Rolników (łot. Centriskā partija Latvijas Zemnieku savienība, LZS) – centrowa agrarystyczna partia polityczna działająca na Łotwie w latach 1917–1934 i od 1990, obecnie część bloku politycznego Związek Zielonych i Rolników. Partia jest jednym z filarów koalicji wspierającej gabinet Eviki Siliņi. 

## Historia
Partia istniała w dwudziestoleciu międzywojennym (pod nazwą Latviešu Zemnieku savienība, LZS) i była jednym z dwóch głównych ugrupowań politycznych działających na Łotwie (obok Łotewskiej Socjaldemokratycznej Partii Robotniczej). Do jej działaczy należeli Kārlis Ulmanis, Zigfrīds Meierovics, Miķelis Valters, Kārlis Pauļuks, Alberts Kviesis i Jānis Čakste. Ugrupowaniu, które szybko zdominowało życie polityczne Łotwy, udało się zrealizować ważne postulaty społeczne, w tym radykalną reformę własności ziemskiej. 
W 1990 partia została reaktywowana pod nieco zmienioną nazwą (Latvijas Zemnieku savienība, LZS), mającą podkreślać pluralizm etniczny kraju. W wyborach 1993 wprowadziła do Sejmu 12 posłów, w dwa lata  później – 8. Kandydat LZS Guntis Ulmanis był wybierany na dwie kadencje na urząd prezydenta Łotwy (1993–1996; 1996–1999). W latach 1998–2002 partia nie była reprezentowana w parlamencie, a przed wyborami 2002 zawiązała sojusz z pozaparlamentarną Łotewską Partią Zielonych, wprowadzając do Sejmu 7 z 12 posłów z listy ZZS (w trakcie kadencji liczba ta wzrastała do 8 i 9 posłów). Jego przedstawicielka Ingrīda Ūdre była marszałkiem Sejmu (2002–2006) oraz kandydatką Łotwy do objęcia teki komisarza europejskiego. W skład rządów centroprawicowych w latach 2002–2006 wchodzili nieprzerwanie przedstawiciele ludowców: Mārtiņš Roze (minister rolnictwa) i Dagnija Staķe (minister zabezpieczenia społecznego).
W pierwszym rządzie Valdisa Dombrovskisa partia reprezentowana była przez 3 ministrów: zabezpieczenia społecznego (Uldis Augulis), rolnictwa (Jānis Dūklavs) oraz oświaty i nauki (Tatjana Koķe), w jego drugim gabinecie przez ministrów komunikacji (Uldis Augulis), rolnictwa (Jānis Dūklavs), oświaty i nauki (Rolands Broks) oraz zabezpieczenia społecznego (Ilona Jurševska). Partia nie weszła w skład trzeciego rządu Dombrovskisa, jednak jej przedstawiciele znaleźli się w rządzie Laimdoty Straujumy, Mārisa Kučinskisa oraz Eviki Siliņi. 

## Władze
Przewodniczącym partii jest od 2023 Viktors Valainis, zaś wiceprzewodniczącymi Armands Krauze oraz Daiga Mieriņa. Funkcję sekretarza generalnego pełni Artūrs Graudiņš. 